# Natalja Goriełowa
Natalja Goriełowa, ros. Наталья Борисовна Горелова (z domu Zajcewa, [Зайцева], ur. 18 kwietnia 1973 w Moskwie) – rosyjska lekkoatletka specjalizująca się w biegach średniodystansowych, uczestniczka letnich igrzysk olimpijskich w Sydney (2000).

## Sukcesy sportowe
- mistrzyni Rosji w biegu na 800 metrów – 1999[1]
- dwukrotna halowa mistrzyni Rosji w biegu na 1500 metrów – 2001, 2003[2]

| Rok  | Miasto     | Zawody                    | Konkurencja    | Wynik         |
| ---- | ---------- | ------------------------- | -------------- | ------------- |
| 1999 | Sewilla    | Mistrzostwa świata        | bieg na 800 m  | 6. miejsce    |
| 2001 | Lizbona    | Halowe mistrzostwa świata | bieg na 1500 m | brązowy medal |
| 2001 | Edmonton   | Mistrzostwa świata        | bieg na 1500 m | brązowy medal |
| 2001 | Melbourne  | Finał Grand Prix IAAF     | bieg na 1500 m | 3. miejsce    |
| 2002 | Paryż      | Finał Grand Prix IAAF     | bieg na 1500 m | 6. miejsce    |
| 2003 | Birmingham | Halowe mistrzostwa świata | bieg na 1500 m | 4. miejsce    |

## Rekordy życiowe
- bieg na 800 metrów – 1:57,90 – Sewilla 24/08/1999
- bieg na 800 metrów (hala) – 1:59,15 – Moskwa 17/02/2001
- bieg na 1000 metrów – 2:34,25 – Sztokholm 17/07/2001
- bieg na 1000 metrów (hala) – 2:42,52 – Moskwa 06/01/2001
- bieg na 1500 metrów – 3:59,70 – Monako 20/07/2001
- bieg na 1500 metrów (hala) – 4:00,72 – Moskwa 27/02/2003